# 스미다 쇼
스미다 쇼(일본어: 住田 将, 1999년 8월 19일~)는 일본의 축구 선수이다.

## 구단 경력
그는 2022년 J3리그의 마쓰모토 야마가 FC에 입단했다. 2024년까지 61경기에 출전하여, 3득점을 넣었다. 2025년 FC 오사카로 이적했다.